# Lioscincus tillieri
Lioscincus tillieri là một loài thằn lằn trong họ Scincidae. Loài này được Ineich & Sadlier mô tả khoa học đầu tiên năm 1991.